# NGC 925

NGC 925

NGC 925 هي مجرة حلزونية تبعد حوالي 30 مليون سنة ضوئية تقع في كوكبة المثلث. لديها هيكل قضيبي وأذرع حلزونية. الذراع الحلزونية إلى الجنوب أقوى من الذراع الشمالية مع ظهور نتوء في الذراع الشمالية وأقل تماسكا. القضيب من وسط المجرة وهو موقع تشكيل النجوم على امتداد طولها. كل من هذه الصفات هي عادة خصائص مجرة لولبية ماجلانية. تميل المجرة بزاوية 55 درجة إلى خط الأفق على طول زاوية موقف 102 °.
المجرة عضو في مجموعة NGC 1023 وهي مجموعة مجرات قريبة مرتبطة بالجاذبية مع NGC 1023. ومع ذلك فإن أقرب عضو يبعد الأقل 650,000 سنة ضوئية (200,000 فرسخ فلكي) بعيد عن NGC 925. ويوجد سحابة من الهيدروجين كتلتها 10 ملايين كتلة شمسية (M☉) تابعة لمجرة NGC 925 ومن غير المؤكد ما إذا كانت هذة السحابة مجرة قمرية قزمة من بقايا تفاعل مدي قديم، أو سحابة من الغاز البدائي.

## وصلات خارجية
- NGC 925 على موقع ويكي سكاي: DSS2, SDSS, GALEX, IRAS, Hydrogen α, X-Ray, Astrophoto, Sky Map, Articles and images